# آکونک
آکونک (به ارمنی: Ակունք) یک روستا است که در استان گغارکونیک ارمنستان واقع شده‌است.  آکونک در ۷۷ کیلومتری جنوبشرق گاوار، مرکز استان گغارکونیک واقع شده است.

## خصوصیات
آکونک ۳٬۷۴۱ نفر جمعیت دارد و در ارتفاع ۱۹۶۰ متر بالاتر از سطح دریا قرار گرفته است.
| سال   | ۱۸۳۱ | ۱۸۹۷ | ۱۹۲۶  | ۱۹۳۹  | ۱۹۵۹  | ۱۹۷۰  | ۱۹۷۹  | ۱۹۸۹  | ۲۰۰۱  | ۲۰۰۴  |
| جمعیت | ۲۴۷  | ۹۴۸  | ۱٬۰۷۱ | ۱٬۶۷۸ | ۲٬۰۲۸ | ۲٬۹۵۸ | ۳٬۱۷۴ | ۳٬۳۵۲ | ۳٬۶۶۳ | ۴٬۵۲۶ |